# Chris Van Hollen

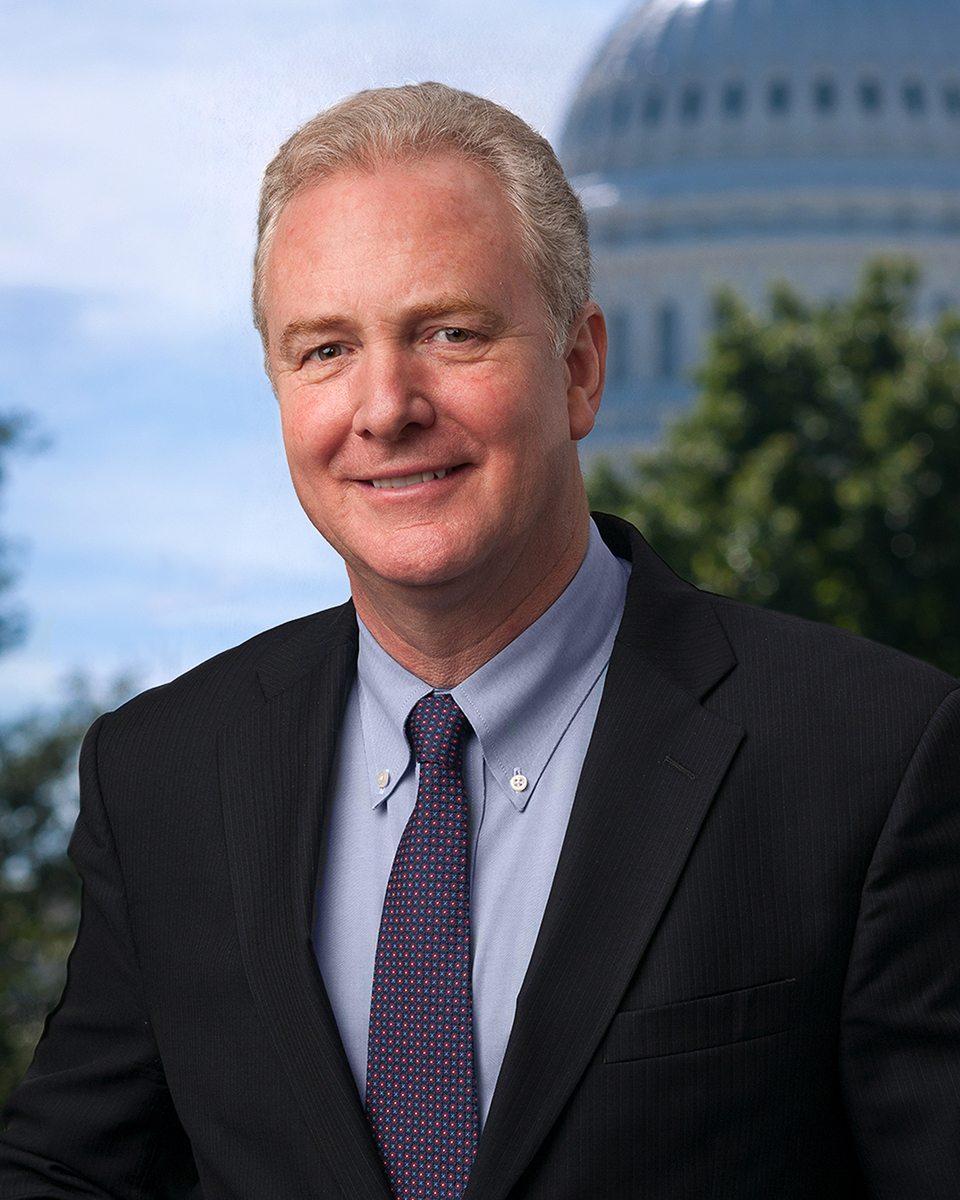
Chris Van Hollen (2017)

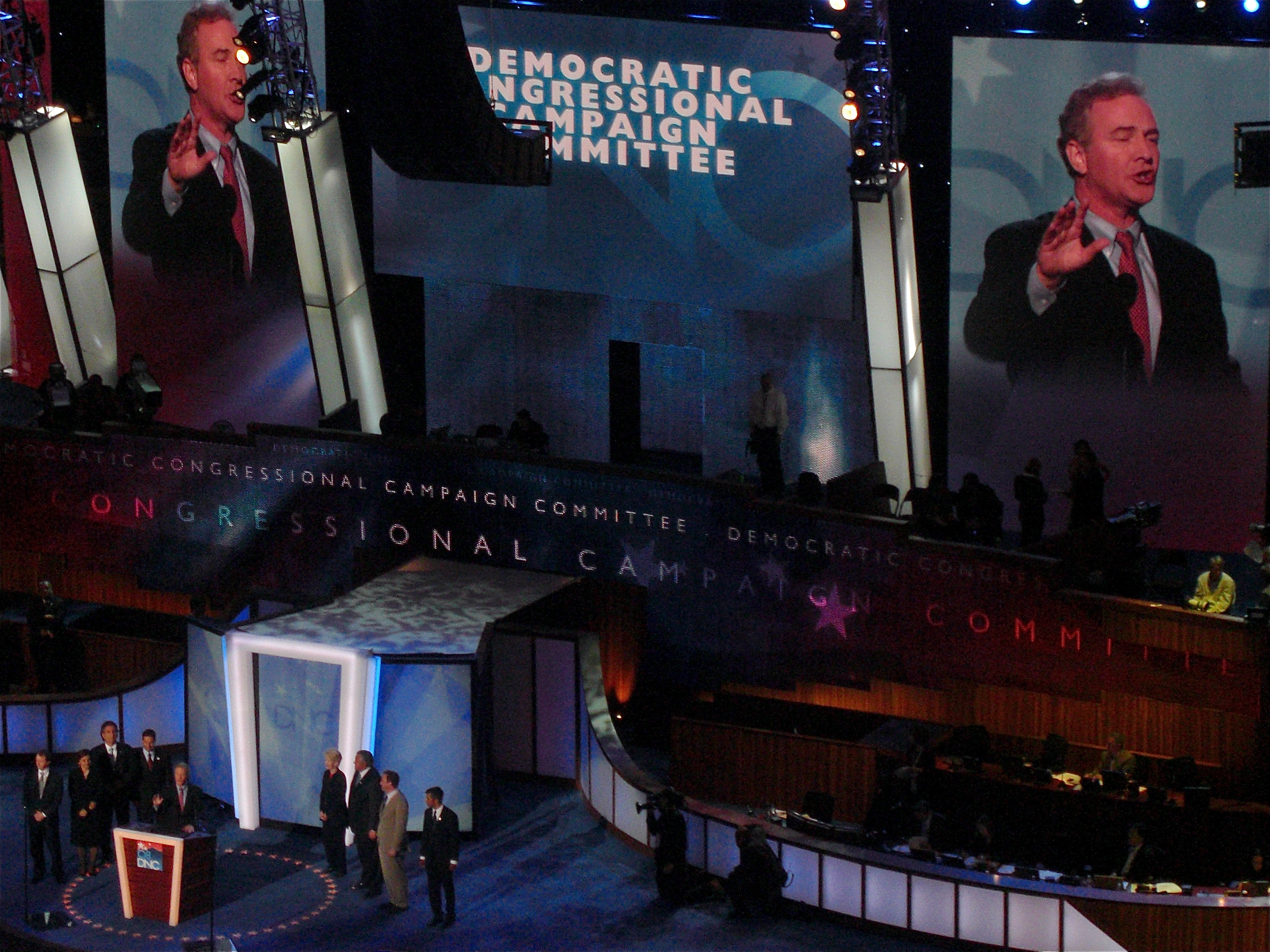
Van Hollen in seiner Funktion als Democratic Campaign Committee Chairman bei einer Rede auf der Democratic National Convention 2008

Christopher „Chris“ Van Hollen, Jr. (* 10. Januar 1959 in Karatschi, Pakistan) ist ein US-amerikanischer Politiker der Demokratischen Partei. Er vertritt den Bundesstaat Maryland seit 2017 im Senat der Vereinigten Staaten, nachdem er von 2003 bis 2017 Mitglied des US-Repräsentantenhauses gewesen war.

## Biografie
Chris Van Hollen ist der Sohn eines Diplomatenehepaars. Sein Vater Christopher Van Hollen war zum Zeitpunkt seiner Geburt Zweiter Sekretär an der US-Botschaft in Pakistan und später Stellvertretender Assistent des Außenministers für Nahost- und Südostasienangelegenheiten (Deputy Assistant Secretary of State for Near Eastern & South Asian Affairs) sowie zuletzt von 1972 bis 1976 Botschafter in Sri Lanka, während seine Mutter Eliza Farnsworth Van Hollen als Spezialistin für Südostasien im Außenministerium tätig war.
Er selbst studierte nach dem Besuch der Middlesex School zunächst am Swarthmore College und erwarb dort 1982 den Bachelor of Arts (B. A.). Ein anschließendes erstes postgraduales Studium im Fach Public Policy an der Harvard University schloss er 1985 mit einem Master of Arts (M. P. P.) ab. Ein weiteres Postgraduiertenstudium der Rechtswissenschaft an der Georgetown University beendete er 1990 mit einem Juris Doctor (J. D.); danach erhielt er die Zulassung als Rechtsanwalt.
1990 begann er zugleich seine politische Laufbahn für die Demokraten mit der Wahl in das Abgeordnetenhaus von Maryland, dem er bis 1994 angehörte. Anschließend war er zwischen 1994 und 2002 Mitglied im Senat von Maryland.
2002 wurde Van Hollen mit 51,7 zu 47,5 Prozent gegen die republikanische Amtsinhaberin Connie Morella in das US-Repräsentantenhaus gewählt. Dort vertrat er ab dem 3. Januar 2003 den 8. Kongresswahlbezirk Marylands und wurde viermal wiedergewählt. Innerhalb der Führung der demokratischen Mehrheitsfraktion nahm er als Nachfolger von Rahm Emanuel von 2007 bis 2011 als Leiter des Democratic Congressional Campaign Committee den sechsten Rang ein.
Anfang März 2015 kündigte er an, sich um die demokratische Nominierung für den freiwerdenden Sitz Barbara Mikulskis im US-Senat bei der Wahl im November 2016 zu bewerben. Er setzte sich in der Vorwahl gegen seine innerparteiliche Rivalin Donna Edwards durch und gewann auch die eigentliche Wahl deutlich gegen die Republikanerin Kathy Szeliga, woraufhin er am 3. Januar 2017 innerhalb des Kongresses in den Senat wechselte.